# България на Световното първенство по футбол 1982

## България в квалификациите
Група 1
- 4 юни 1980 г., Финландия – България 0:2
- 3 септември 1980 г., Албания – Финландия 2:0
- 24 септември 1980 г., Финландия – Австрия 0:2
- 19 октомври 1980 г., България – Албания 2:1
- 15 ноември 1980 г., Австрия – Албания 5:0
- 3 декември 1980 г., България – ФРГ 1:3
- 6 декември 1980 г., Албания – Австрия 0:1
- 1 април 1981 г., Албания – ФРГ 0:2
- 29 април 1981 г., ФРГ – Австрия 2:0
- 13 май 1981 г., България – Финландия 4:0
- 24 май 1981 г., Финландия – ФРГ 0:4
- 28 май 1981 г., Австрия – България 2:0
- 17 юни 1981 г., Австрия – Финландия 5:1
- 2 септември 1981 г., Финландия – Албания 2:1
- 23 септември 1981 г., ФРГ – Финландия 7:1
- 14 октомври 1981 г., Албания – България 0:2
- 14 октомври 1981 г., Австрия – ФРГ 1:3
- 11 ноември 1981 г., България – Австрия 0:0
- 18 ноември 1981 г., ФРГ – Албания 8:0
- 22 ноември 1981 г., ФРГ – Бълргария 4:0

| Отбор     | М | П | Р | З | ГР    | +/- | Точки |
| --------- | - | - | - | - | ----- | --- | ----- |
| ФРГ       | 8 | 8 | 0 | 0 | 33:3  | +30 | 16    |
| Австрия   | 8 | 5 | 1 | 2 | 16:6  | +10 | 11    |
| България  | 8 | 4 | 1 | 3 | 11:10 | +1  | 9     |
| Албания   | 8 | 1 | 0 | 7 | 4:22  | -18 | 2     |
| Финландия | 8 | 1 | 0 | 7 | 4:27  | -23 | 2     |